# Конгресс танцует (фильм)
«Конгресс танцует» (нем. Der Kongreß tanzt) — немецкая музыкальная кинокомедия, снятая режиссёром Эриком Шарелем в 1931 году на киностудии UFA. В США фильм демонстрировался под названием «Веселый конгресс».

## Сюжет
Действие фильма разворачивается в 1815 году в Вене. В городе проходит Венский конгресс, конференция, на которую съезжаются все правители Европы. Кристель, продавщица перчаток, встречает гостей, одержимая необходимостью бросить букет каждой важной особе, проезжающей мимо. Конгресс не хочет видеть царя, а царь — хочет немного развлечься. Один из букетов попадает к российскому императору Александру I, которого симпатичные барышни интересуют больше мировой политики.
Европа не хотела принимать русского государя. Но Александру никакие козни не страшны, когда у царя есть двойник, способный присмотреть за женщинами, пока царь ходит на конгресс (а в свободное от выполнения царских обязанностей время этот человек по фамилии Уральский вышивает на пяльцах и поет: «Эй, дубинушка, ухнем…»).
Оставив вместо себя на конгрессе двойника, царь инкогнито проводит время с Кристель, и вскоре между любвеобильным императором и бедной девушкой завязывается роман.
Пока конгресс вместо того, чтобы заседать, танцует, Наполеон, бежавший с острова Эльба, высаживается на берег и начинает марш на Париж. Царь, как и все другие правители, должен уезжать. Кристель остаётся покинутой, но грустит недолго и находит утешение с Пепи, секретарём Меттерниха.

## В ролях
- Лиллиан Харви — Кристель, продавщица перчаток
- Вилли Фрич — император Александр I и его двойник Уральский
- Отто Валльбург — Бибиков, адъютант императора
- Конрад Фейдт — князь Меттерних
- Карл-Хайнц Шрот — Пепи, его секретарь
- Жан Дакс — Талейран
- Лиль Даговер — графиня
- Аделе Сандрок — принцесса
- Маргарет Купфер — графиня
- Юлиус Фалькенштайн — министр финансов
- Макс Гюльсторф — бургомистр.
- Йозеф Майнрад — Франц Эдер

## Влияние
Фильм стал одной из последних масштабных немецких лент времен Веймарской республики и имел успех у зрителей не только в Германии, но и за её пределами. Этому способствовали появление звука в кино и большое количество музыкальных номеров. Специалисты отмечали, что «благодаря певучим мелодиям и остроумным сюжетным поворотам эта супероперетта, отличавшаяся продуманностью постановки, соединила в себе всевозможные ходы и приёмы лёгкого музыкального жанра. Некоторые из них стали образцом для подражания. Особенно часто цитировали кадр из фильма „Конгресс танцует“, где Лилиан Харви, проезжая по сельской местности, встречает по дороге разных людей, подхватывающих песню, которую она поёт.